# Jehlový stuhařský stroj

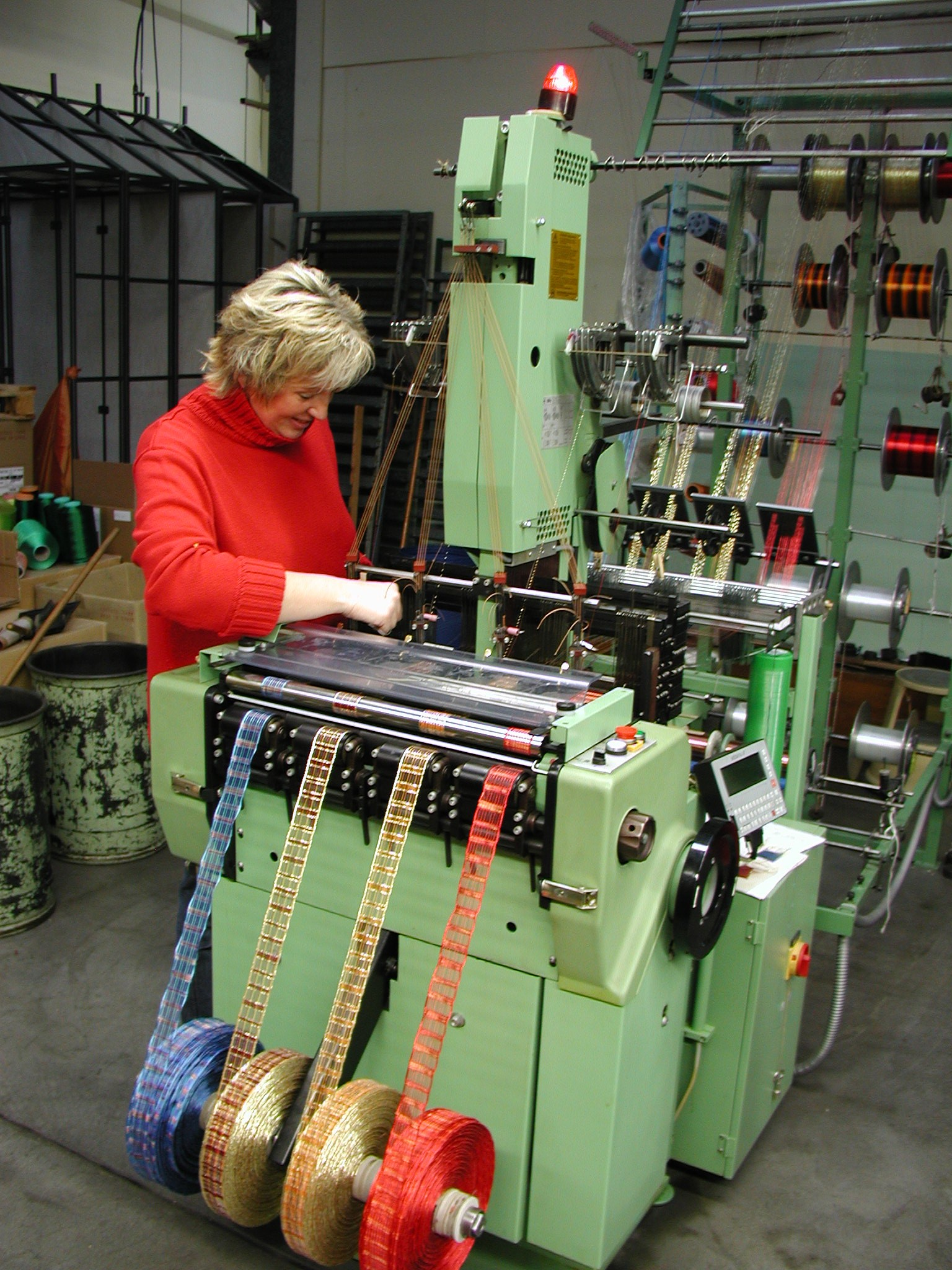
Práce na jehlovém stroji z konce 20. století

Jehlový stuhařský stroj (angl.: narrow fabric needle loom, něm.: Nadel-Bandwebmaschine)
je stroj s jehlovým prohozním ústrojím na výrobu tkanin v šířce cca od 1 do 30 cm.
Jehlové tkací stroje na výrobu stuh se začaly vyrábět v 50. letech 20. století a protože jsou mnohem produktivnější než dosud výhradně používané člunkové stroje, nahradily je zejména při výrobě jednoduchých, elastických i těžkých popruhů, obrub, etiket apod. 
Údaje o rozsahu výroby těchto strojů nejsou publikovány, podrobné informace o výrobě a obchodu se stuhami se dají získat z každoročních souhrnných zpráv např. za 850 USD.

## Funkce hlavních pracovních orgánů stroje

### Podávací zařízení
pro osnovní niti se dá přizpůsobit jak na jednotlivé tuhé a elastické niti na cívkách, tak i na osnovních válech.

### Prošlupní ústrojí
sestává ze
- 4-20 brdových listů ovládaných excentry pro střídu vazby do 8 útků nebo
- vzorovacích řetězů (Dessinkette) pro střídu vazby do 48 útků nebo
- žakárového stroje řízeného elektromagneticky. Dvouzdvižné stroje mají až 768 nitěnek umožňujících téměř neomezené vzorování.

### Princip zanášení útku

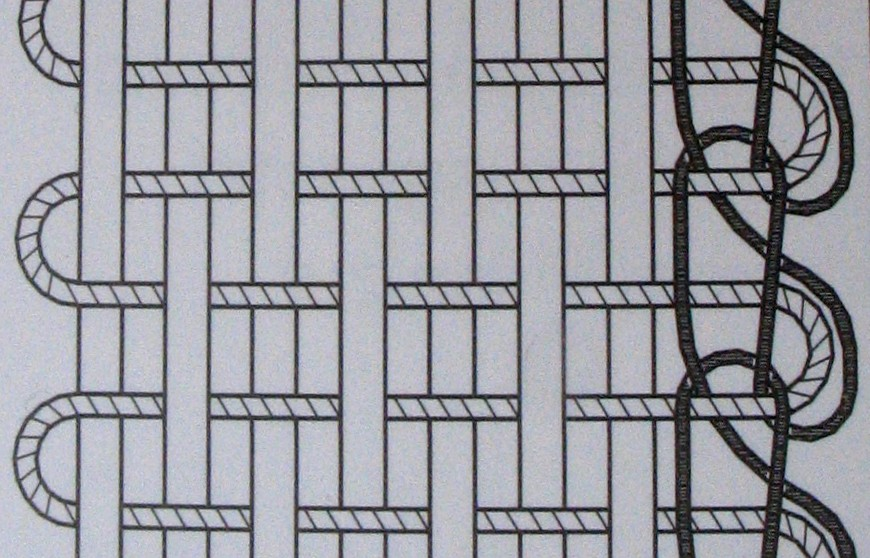
Schéma spojení útků se záchytnou nití (řetízek na pravém kraji)

Útková jehla (ve tvaru vlásenky) vykonává během otevření prošlupu vratný pohyb mezi oběma kraji tkaniny. Špičkou jehly je veden útek, takže se při každé otáčce stroje vkládají do osnovy dvě útkové niti vedle sebe. Zatímco na výchozí straně tvoří útek pevný kraj tkaniny, je kraj na protější straně zpravidla tlustší, snadno se mechanicky poškodí a párá.

#### Způsoby zpevňování kraje tkaniny
Ke zpevňování kraje tkaniny na odlehlé straně se používají různé techniky, s pomocí kterých se dá zlepšit jejich kvalita. Jsou to zejména:
- S pomocí jazýčkové pletací jehly se vytvoří na vyčnívajícím záhybu útku uzlík. Tyto uzlíky jsou velmi náchylné k rozpárání.
- Útek se svazuje s pomocnou, záchytnou nití,[6] nejčastěji jemným monofilamentem (viz nákres vpravo).
- S přídavným zařízením (ovládaným přes brdo) se dá střídavě zatkávat útek až v 6 různých barvách
- Útek se svazuje se záchytkou nití posílenou druhou, jisticí nití. Tato technika prakticky zcela zaručuje nepáratelnost kraje tkaniny.
- Stuhové stroje se vyrábějí také se dvěma jehlami nad sebou, které zanášejí útek do dvou následujících prošlupů jedné stuhy. Stroje této konstrukce dosahují téměř dvojnásobného výkonu. :Z útků obou prošlupů se tvoří kraj tkaniny vzájemným svazováním ve variantách podobných technikám s jedním prošlupem.
- Pohyby útkové jehly a bidla jsou řízeny společnou vačkou umístěnou na hlavním hřídeli. Pletací jehla a kladení záchytné niti jsou poháněny od vačky, jejíž pohyb se přenáší různě konstruovanými kloubovými nebo šnekovými mechanizmy. U strojů na výrobu popruhů se používá k pohonu (dvoudílné) pletací jehly speciální zařízení, které umožňuje až 4000 obrátek stroje za minutu a dostavu cca 60 útků / cm[4]

## Speciální zařízení strojů

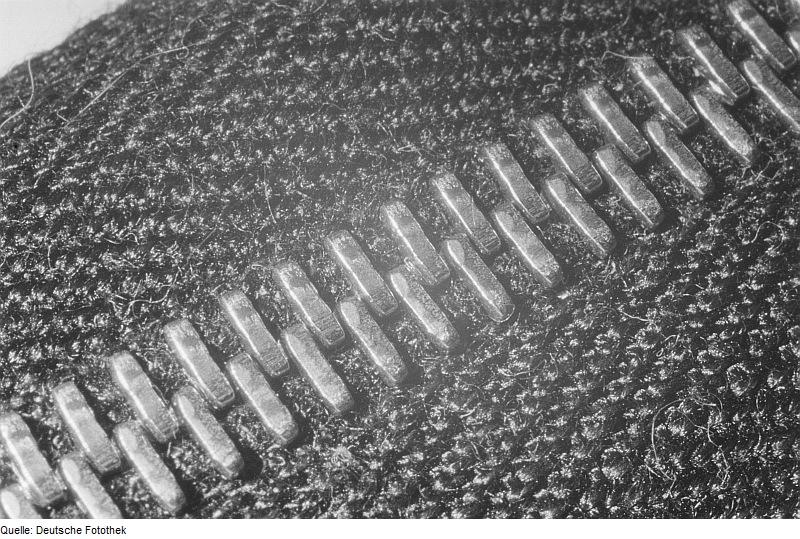
Zdrhovadlo – tkanina zhotovená na jehlovém stroji

- Na stroji pro samety a plyše se tvoří na přídavné osnově smyčky, kterým spojuje dvě stuhy nad sebou [7]
- Perlinková vazba se tvoří tzv. perlinkovým agregátem
- Pikotky se zhotovují s pomocí drátu umístěného na kraji tkaniny a ovládaného zvláštním ústrojím. Kolem drátu se ovíjí přídavná osnovní nit (provázek) nebo útková nit a zatkává.
- Scallopy jsou obloučky na kraji tkaniny tvořené s pomocí drátu ovládaným brdovými listy

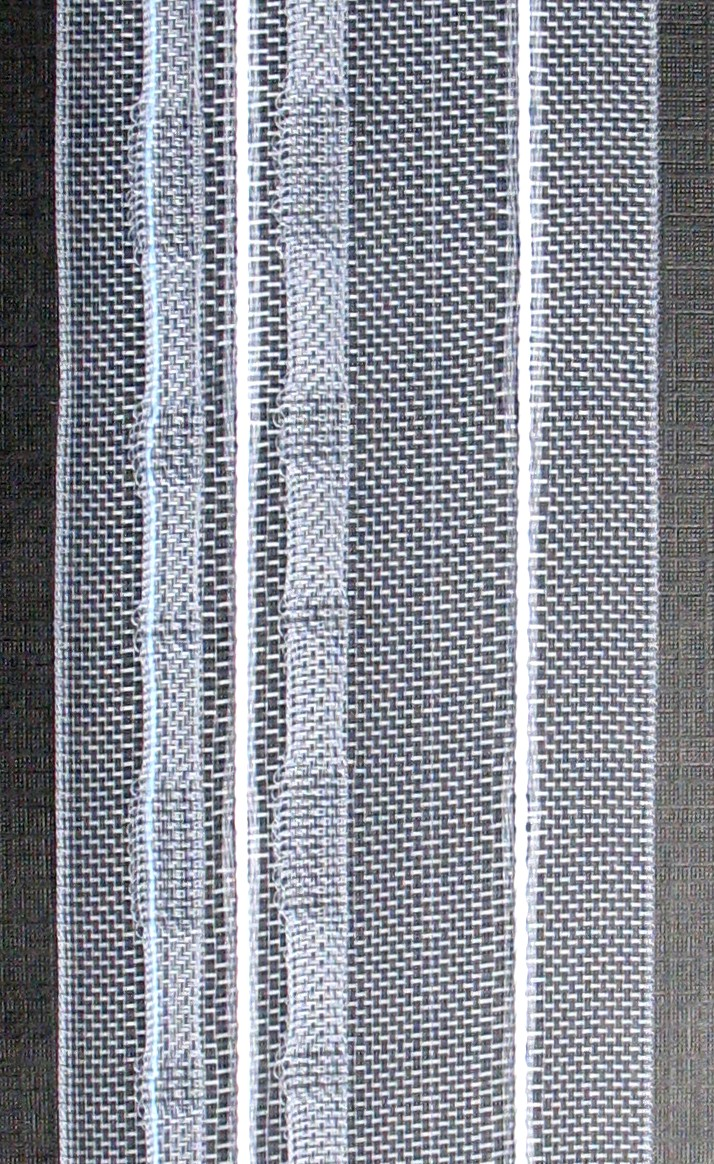
Záclonovka z polyesterové příze (šířka 5 cm)

Pikotkami a scallopy se zdobí často pružné stuhy s obsahem elastanů i přízí z přírodních pryžových vláken.
- Jehlové stroje na 3D tkaniny jsou modifikovány ze standardních zařízení nebo speciálně konstruovány v několika variantách.[9]

Např. tkaní s provazováním čtyř systémů nití: Do osnovy se zanášejí útky současně z obou stran tkaniny, třetí systém nití prochází kolmo k útku a jako čtvrtá komponenta se zatkávají nitě šikmo (bias) s různým sklonem k základní vazbě. 

## Použití jehlových strojů
Tuhé a elastické stuhy, stuhové uzávěry, zdrhovadla, záclonovky, popruhy, 